# Touché Turtle and Dum Dum
Touché Turtle and Dum Dum (conhecido no Brasil por Tartaruga Touché e Dum Dum) é um dos segmentos do programa infantil The New Hanna-Barbera Cartoon Series, série de desenhos animados lançada pela Hanna-Barbera em 1962.
Além das aventuras de Touché, o programa contava ainda com as séries do Wally Gator (Crocodilo Wally) e Lippy the Lion & Hardy Har Har (Lippy e Hardy).
A dinâmica Tartaruga Touché e o cão felpudo Dum Dum eram um par de heróis que batalhava contra vilões em todo tipo de aventuras, salvando reis, rainhas, donzelas, crianças e outros. Touché era o bravo e destemido líder, sempre com um chapelão ornamentado com uma pena e uma espada na mão. Dum Dum era seu companheiro e seguia fielmente Touché em suas aventuras.
A entrada favorita de Touché era segurando uma corda e se arremessando contra os vilões empunhando a espada na outra mão, bradando a frase "Viva Touché!" (versão da dublagem original para a expressão em inglês "Touché and away!"). Na abertura do desenho, Touche esgrimia contra um relâmpago e apagava as chamas de um dragão com uma mangueira.
No Brasil, foi exibido no SBT nos anos 80. Dum Dum, no Brasil, era dublado pelo ator Lima Duarte.
Em Portugal, foi exibido pela primeira vez na RTP nos anos 80, mas de forma irregularíssima. Em 1991, volta a ser exibido na RTP, no espaço da Hanna-Barbera e já de forma regular. Anos depois, ainda nos anos 90, foi exibido na TVI. A RTP transmitiu o desenho na versão original, enquanto que a TVI transmitiu com a dublagem do Brasil.

## Episódios

### Primeira temporada (1962-1963)
| Ep. | Título original Estados Unidos | Título |
| --- | ------------------------------ | ------ |
| 1   | "Whale of a Tale"              |        |
| 2   | "Zero Hero"                    |        |
| 3   | "Dilly of a Lilly"             |        |
| 4   | "Missing Missile"              |        |
| 5   | "Lake Serpent"                 |        |
| 6   | "You Bug Me"                   |        |
| 7   | "Roll-A-Ghoster"               |        |
| 8   | "Giand Double-Header"          |        |
| 9   | "Loser Take All"               |        |
| 10  | "Takes Two to Tangle"          |        |
| 11  | "Mr. Robots"                   |        |
| 12  | "Touché at Bat"                |        |
| 13  | "Billy the Cad"                |        |
| 14  | "Dog daze"                     |        |
| 15  | "Ant and Rave"                 |        |
| 16  | "Black is the Knight"          |        |
| 17  | "Dragon Along"                 |        |
| 18  | "Satellite Fright"             |        |
| 19  | "Sheepy-Time Pal"              |        |
| 20  | "Hex Marks the Spot"           |        |
| 21  | "Catch as Cat Can"             |        |
| 22  | "Sea For Two"                  |        |
| 23  | "High Goon"                    |        |
| 24  | "Grandma Outlaw"               |        |
| 25  | "Duel Control"                 |        |
| 26  | "Rapid Rabbit"                 |        |

### Segunda temporada (1963-1964)
| Ep. | Título original Estados Unidos     | Título |
| --- | ---------------------------------- | ------ |
| 1   | "Thumb Hero"                       |        |
| 2   | "Kat-Napped"                       |        |
| 3   | "Romeo, Touché and Juliet"         |        |
| 4   | "The Big Bite"                     |        |
| 5   | "Flying Source Saucerer"           |        |
| 6   | "Aladdin´s Lampoon"                |        |
| 7   | "Haunting License"                 |        |
| 8   | "The Phoney Phantom"               |        |
| 9   | "Touché´s Last Stand"              |        |
| 10  | "Chief Beef"                       |        |
| 11  | "Like Wild, Man"                   |        |
| 12  | "Dum De Dum Dum"                   |        |
| 13  | "Et Tu, Touché"                    |        |
| 14  | "Dragon Feat"                      |        |
| 15  | "Red Ridding Hoodlum"              |        |
| 16  | "Dough Nuts"                       |        |
| 17  | "Save the Last Trance for me"      |        |
| 18  | "Waterloo for Two"                 |        |
| 19  | "Robin Hoodlum"                    |        |
| 20  | "The Shoe Must go on"              |        |
| 21  | "Quack Hero"                       |        |
| 22  | "Aliblabber and The Forty Thieves" |        |
| 23  | "Out of This Whirl"                |        |
| 24  | "Hero on the Half Shell"           |        |
| 25  | "Tenderfoot Turtle"                |        |
| 26  | "Peace and Riot"                   |        |

## Dubladores

### Nos Estados Unidos
- Tartaruga Touché: Bill Thompson
- Dum-Dum: Alan Reed

### No Brasil
- Tartaruga Touché: Roberto Barreiros
- Dum-Dum: Lima Duarte

## Outras aparições
- A Tartaruga Touché e Dum Dum aparecem em A Arca do Zé Colmeia e no  spin-off A turma do Zé Colmeia.
- A Tartaruga Touché aparece em Yogi's Treasure Hunt.
- Dum Dum aparece em Harvey, o advogado, no episódio "Mindless". O companheiro de Touché também aparece no videogame.

## Ligações Externas
- Touche Turtle no Toonarific.com
- Toonopedia
- Lista de episódios no Big Cartoon Database[ligação inativa]